# Marko Kravos

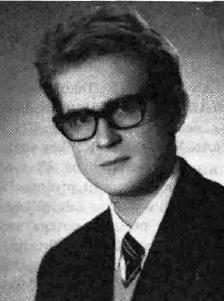
Marko Kravos als junger Mann

Marko Kravos (geboren 16. Mai 1943 in Montecalvo Irpino) ist ein italienischer Schriftsteller slowenischer Sprache.  

## Leben
Marko Kravos' Familie war vom faschistischen Regime Italiens nach Kampanien deportiert worden. Er wuchs nach Kriegsende in Triest auf und besuchte dort die slowenische Schule. Kravos studierte bis 1969 Slawistik an der Universität Ljubljana in Jugoslawien. Er arbeitete danach bei verschiedenen Verlagen in Triest. Für einige Jahre lehrte er slowenische Sprache und Literatur an der Universität Triest. 
Er war von 1996 bis zum Jahr 2000 Vorsitzender des slowenischen P.E.N.
Kravos schreibt Lyrik, Prosa und Kinderbücher. Er übersetzt italienische Literatur ins Slowenische. Er erhielt 1981 den Prešeren-Preis, im Jahr 2000 in Pisa den L’Astrolabio d’oro, 2007 den Premio Reggio Calabria für Dichtung und 2008 in Triest die Auszeichnung Scritture di frontiera. 

## Werke (Auswahl)
Lyrik (ab 2000)
- Potrkaj na žaro. Grosuplje: Modena, 2001
- Ljubezenske. Ljubljana: Knjižna zadruga, 2003
- Med repom in glavo. Maribor:  Litera, 2008
- Sol na jezik – Sale sulla lingua. Trst: ZTT, Trst, 2013
- V kamen, v vodo : jubilejna. Ljubljana :  Mladinska knjiga, 2013

Prosa
- Kratki časi – Trst iz žabje perspektive. Ljubljana: Knjižna zadruga, 1999
- Trst v žepu. Ljubljana: DZS, 2006

Kinderbücher
- Ko je zemlja še rasla. Celovec: Mohorjeva družba, 1996
  - Als die Erde noch klein war. Bilder Klavdij Palčič. Übersetzung Fabjan Hafner. Klagenfurt : Hermagoras, 2000 ISBN 978-3-85013-785-0